# Filippo Parodi

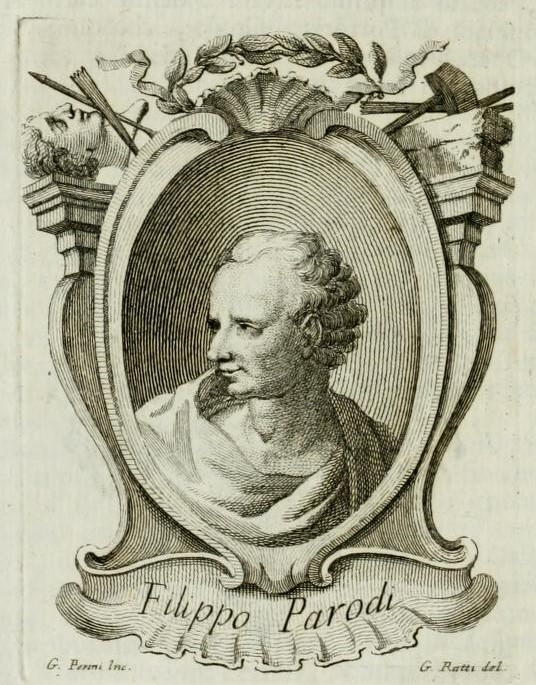
Filippo Parodi, Stich von Giuseppe Perini nach einer Zeichnung von Carlo Giuseppe Ratti, Abbildung in: Vite de' pittori, scultori, ed architetti Genovesi, Genua 1769, S. 52.

Filippo Parodi (* 1630 in Genua; † 22. Juli 1702 ebenda) war ein italienischer Bildhauer des Barock. Er war der Vater des Künstlers Domenico Parodi.

## Biographie
Parodi begann seine Ausbildung als Holzschnitzer und lernte später die Bildhauerei in Rom. Dort wurde er von Domenico Piola gefördert und finanziell unterstützt. Parodis Aufenthalt in Rom wird auf die Zeit von etwa 1660 bis 1667 geschätzt.
Nach seiner Rückkehr nach Genua arbeitete er weiterhin als Holzschnitzer, erweiterte jedoch seinen Tätigkeitsbereich um die Marmorbildhauerei. Er erhielt bedeutende Aufträge von prominenten Familien wie den Saulis und den Durazzos. Parodis Arbeiten zeigen den Einfluss des Barockstils, insbesondere die Einflüsse von Gian Lorenzo Bernini und Johann Paul Schor. Seine Werke umfassen Skulpturen in Marmor und Holz, darunter Altarstücke, Statuen und Grabmäler.
Parodi arbeitete auch außerhalb von Genua und hatte Aufträge in Venedig und Padua. Zu seinen bekanntesten Werken zählen das Grabmal des Patriarchen Gianfrancesco Morosini in der Kirche San Nicola da Tolentino in Venedig und die Skulpturen für das Altarretabel der Basilika des Heiligen in Padua.
Parodi war ein angesehener Künstler seiner Zeit und wurde für seine kunstvolle und detailreiche Arbeit geschätzt. Sein Stil vereinte den klassischen Barock mit lokalen Einflüssen und trug zur Entwicklung der genuesischen Bildhauerschule bei.

## Werke (Auswahl)

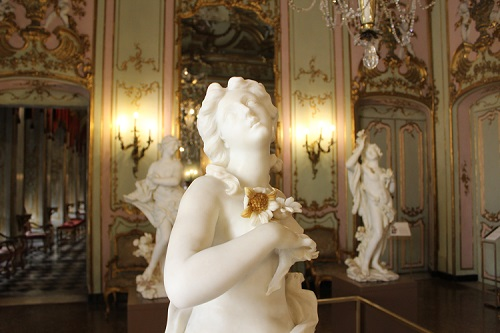
Filippo Parodi: Klytia, Skulpturen im Palazzo Reale

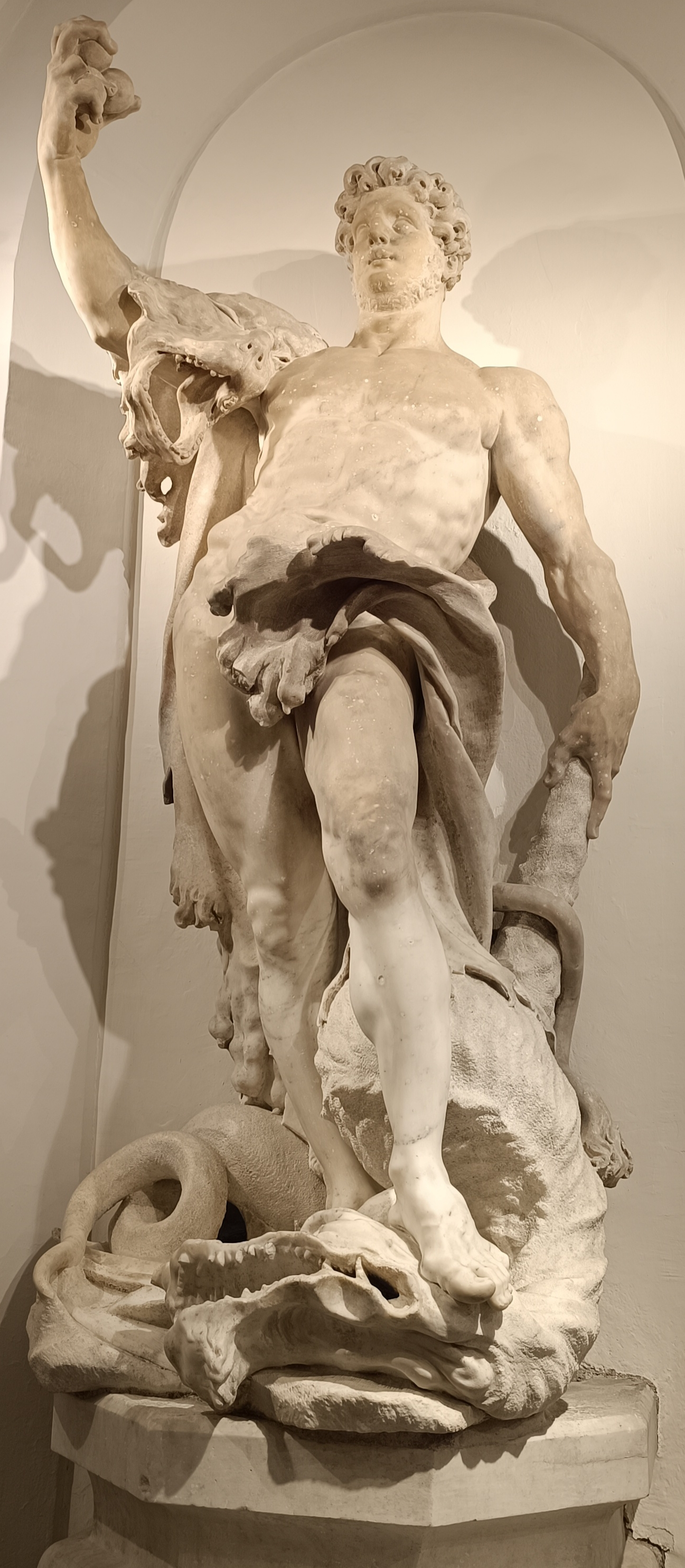
Statue des Herkules, der die Hydra tötet (Genua)

- Narziss am Brunnen, Spiegel in der Galleria delle Stagioni der Villa Faraggiana in Albissola Marina, wahrscheinlich 1667, 450 × 170 × 70 cm, Holz mit Vergoldung[2]
- Vier Jahreszeiten, Skulpturen in der Galleria delle Stagioni in der Villa Faraggiana in Albissola Marina, wahrscheinlich 1667, Holz mit Vergoldung[3]
- Metamorphosen, Marmorskulpturen im Palazzo Reale[4]